# Spialia
Spialia là một chi bướm ngày thuộc họ Bướm nâu, commonly called Grizzled Skippers' hoặc Sandmen, được tìm thấy ở Africa and Asia.

## Các loài
Listed alphabetically.
- Spialia abscondita (Plötz, 1884)
- Spialia asterodia (Trimen, 1864) – Star Sandman
- Spialia agylla (Trimen, 1889) – Grassveld Sandman
- Spialia colotes (Druce, 1875) – Bushveld Sandman
- Spialia confusa (Higgins, 1925) – Confusing Sandman
- Spialia delagoae (Trimen, 1898) – Delagoa Grizzled Skipper, Delagoa Sandman
- Spialia depauperata (Strand, 1911) – Deprived Grizzled Skipper, Wandering Sandman
- Spialia diomus (Höpffer, 1855) – Diomus Grizzled Skipper
- Spialia doris (Walker, 1870) – Aden Skipper, Desert Grizzled Skipper
- Spialia dromus (Plötz, 1884) – Forest Sandman, Dromus Grizzled Skipper, hoặc Large Grizzled Skippe
- Spialia galba (Fabricius, 1793) – Indian Skipper, Indian Grizzled Skipper
- Spialia geron (Watson, 1893)
- Spialia kituina (Karsch, 1896) – Kitui Grizzled Skipper
- Spialia mafa (Trimen, 1870) – Mafa Sandman
- Spialia mangana (Rebel, 1899) – Arabian Grizzled Skipper
- Spialia nanus (Trimen, 1889) – Dwarf Sandman
- Spialia orbifer (Hübner, [1823])
- Spialia osthelderi (Pfeiffer, 1932)
- Spialia paula (Higgins, 1925) – Mite Sandman
- Spialia phlomidis (Herrich-Schäffer, 1845) – Persian Skipper
- Spialia ploetzi (Aurivillius, 1891) – Froest Grizzled Skipper
- ?Spialia rebeli Higgins, 1925
- Spialia sataspes (Trimen, 1864) – Boland Sandman
- Spialia secessus (Trimen, 1891) – Wolkberg Sandman
- Spialia sertorius (Hoffmannsegg, 1804) – Red Underwing Skipper
- Spialia spio (Linnaeus, 1764) – Spio Grizzled Skipper
- Spialia struvei (Püngeler, 1914)
- Spialia therapne (Rambur, 1832)
- Spialia wrefordi Evans, 1951 – Wreford's Grizzled Skipper
- Spialia zebra (Butler, 1888)

## Hình ảnh

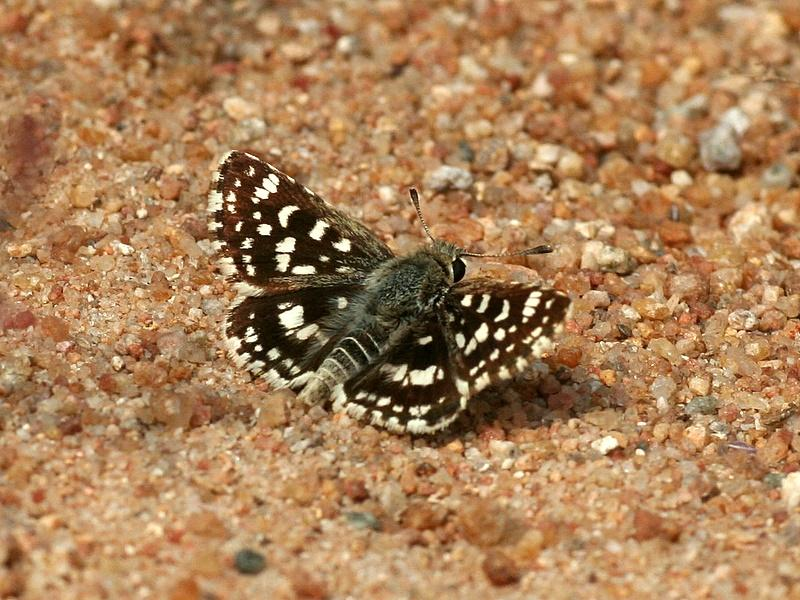
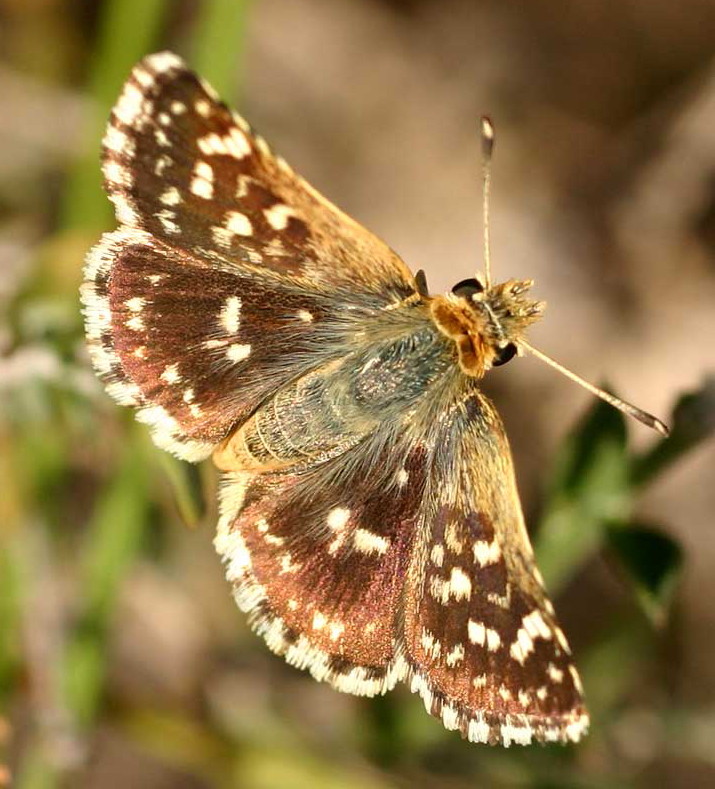